# سوئد در المپیک تابستانی ۱۹۶۴
سوئد در بازی‌های المپیک تابستانی ۱۹۶۴ که در شهر توکیو ژاپن برگزار شد، کاروان سوئد با ۹۴ ورزشکار در این رقابت‌ها شرکت کرد و موفق به کسب ۸ مدال (۲ طلا، ۲ نقره، ۴ برنز) شد. در جدول رتبه‌بندی توزیع مدال‌ها، سوئد در ردهٔ ۱۷ مسابقات قرار گرفت.